# Parafia Podwyższenia Krzyża Świętego w Kole

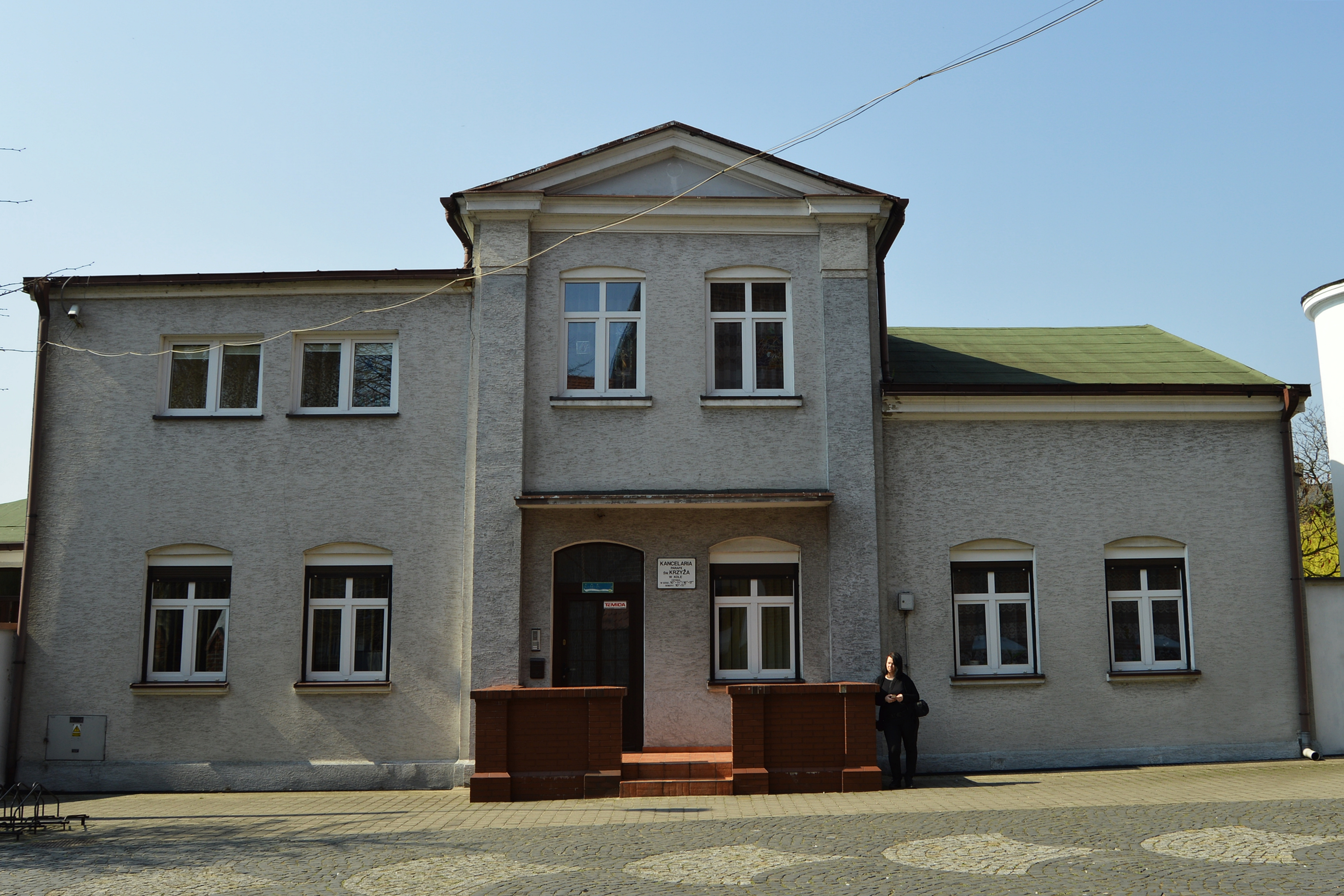
Plebania

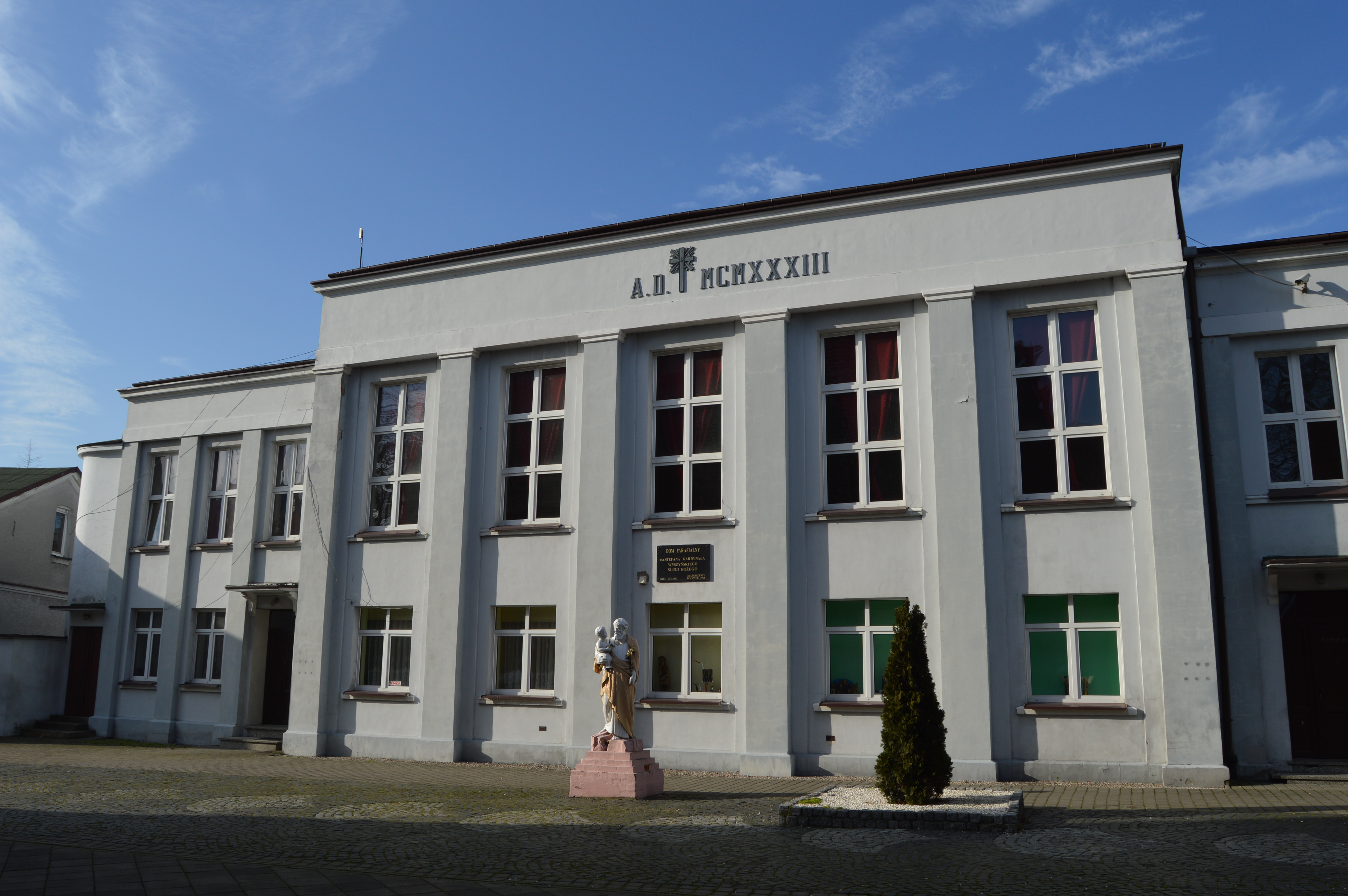
Dom parafialny im. bł. Stefana kardynała Wyszyńskiego

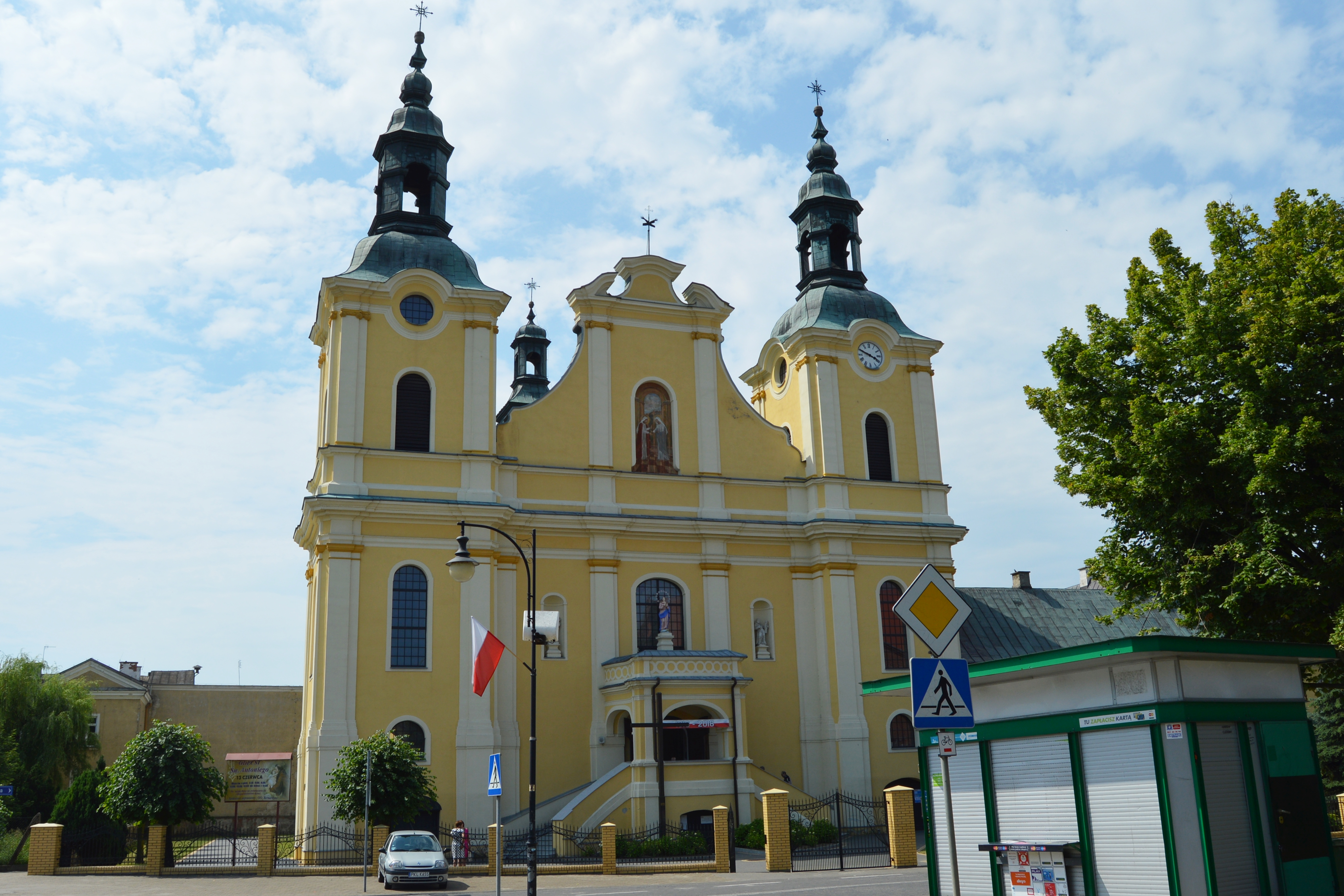
Kościół Nawiedzenia Najświętszej Maryi Panny

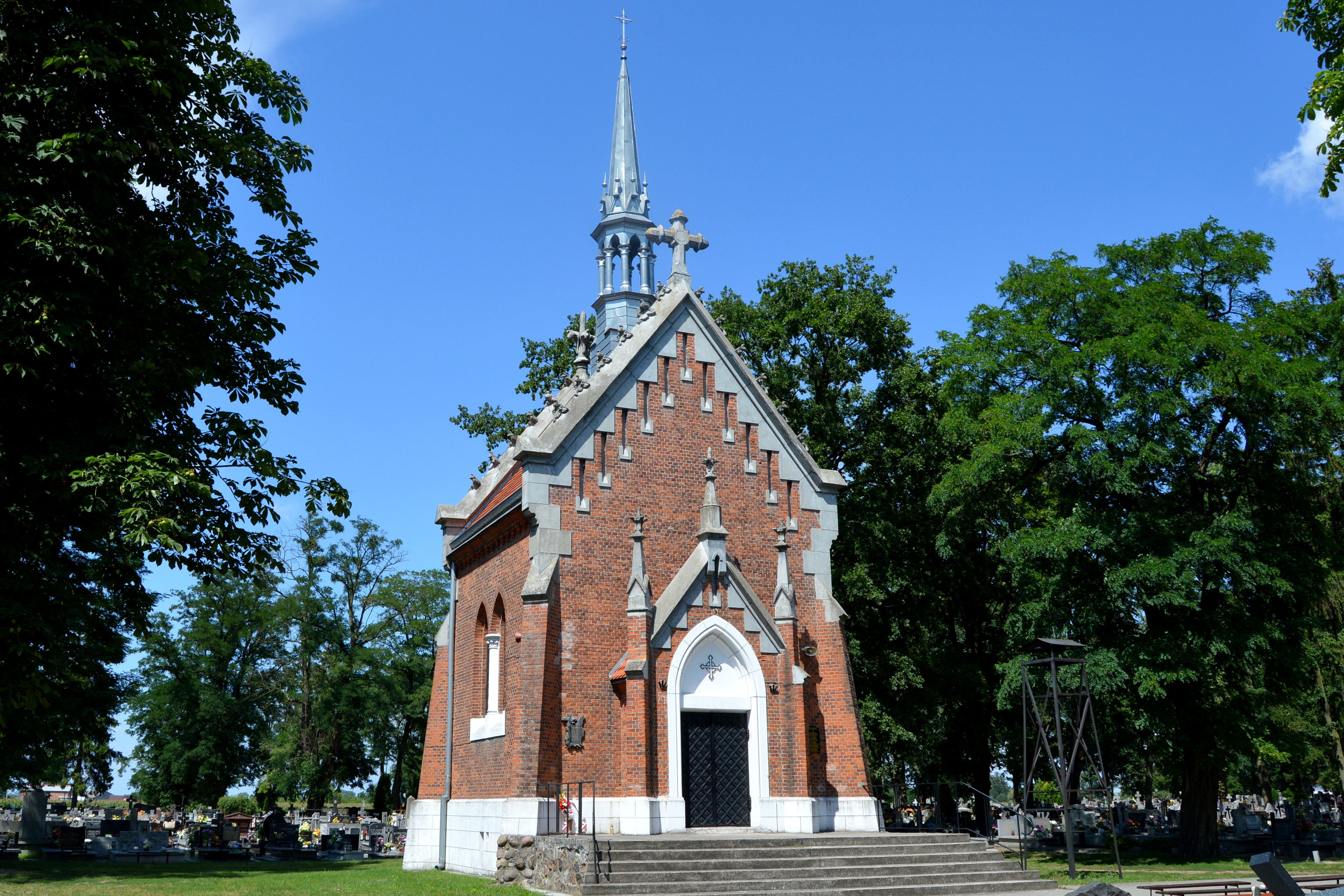
Kaplica Przemienienia Pańskiego na cmentarzu parafialnym

Parafia Podwyższenia Krzyża Świętego w Kole – rzymskokatolicka parafia położona w południowo-zachodniej części miasta. Administracyjnie należy do dekanatu kolskiego (diecezja włocławska). Zamieszkuje ją 9000 wiernych. Została powołana prawdopodobnie już w XIII wieku.

## Duszpasterze
- proboszcz: ks. kanonik Eugeniusz Strzech (od 2020)
- wikariusz: ks. Paweł Piasecki (od 2024)
- księża ze zgromadzenia ojców bernardynów

## Kościoły
- kościół parafialny: Kościół Podwyższenia Krzyża Świętego w Kole
- kościół pomocniczy: Kościół Nawiedzenia Najświętszej Maryi Panny w Kole
- kaplica cmentarna: Kaplica Przemienienia Pańskiego w Kole

## Historia
Parafia została erygowana w XIII wieku, druga erekcja miała miejsce w 1563 r. W 1409 r. nastąpiła konsekracja świątyni parafialnej – pod wezwaniem Podwyższenia Krzyża Świętego oraz św. Katarzyny i św. Doroty. Tego samego roku erygowano prepozyturę szpitalną Ducha Świętego z kościołem pod tym samym wezwaniem (rozebrany w 1846 r.). W 1456 r. został ufundowany klasztor bernardynów z kościołem Nawiedzenia NMP. Na początku XX wieku wybudowano kaplicę Przemienienia Pańskiego na cmentarzu parafialnym.
Z terenu parafii zostały wyłączane kolejne obszary, na terenie których miały miejsce erekcje nowych parafii. W XIX wieku przywrócona została parafia św. Andrzeja Apostoła w Kościelcu. W latach 80. XX wieku powstały: parafia Matki Bożej Częstochowskiej w Kole i parafia Wniebowstąpienia Pańskiego w Ochlach. W 1999 r. erygowano parafię Błogosławionych 108 Męczenników w Powierciu, a w 2005 r. – parafię św. Bogumiła w Kole.

## Informacje ogólne
W skład granic administracyjnych parafii wchodzą:
- miasto Koło
  - osiedle Stare Miasto
    - ulice: Adama Asnyka, Jana Długosza, Grodzka, Jasna, Berka Joselewicza, Michała Kajki, Jana Kilińskiego, Klasztorna, Kościelna, Kuśnierska, Krótka, Krzywa, Adama Mickiewicza, Nowowarszawska, Nowy Rynek, Ogrodowa, Elizy Orzeszkowej, Michała Ostrowskiego, Kazimierza Pułaskiego, Rzeźnicza, Sejmikowa, Starowarszawska, Stary Rynek, Wodna, Wschodnia, Stefana kard. Wyszyńskiego, Zawiszy, Żelazna

  - osiedle Przedmieście Kaliskie
    - ulice: Akacjowa, Józefa Bema, Bogumiła, Bernarda Buszy, Cicha, Cisowa, Jarosława Dąbrowskiego, Harcerska, Jaśminowa, Kasztanowa, Kazimierza Wielkiego, Krańcowa, Kręta, Leśna, Lipowa, Miłosna, Południowa, Józefa Poniatowskiego, Powstańców 1863 r., Północna, Słoneczna, Spokojna, Straszkowska, Szpitalna, Świerkowa, Topolowa, Wesoła, Wiatraczna, Wierzbowa, Wrzosowa, Zamkowa

  - osiedle Płaszczyzna
    - ulice: Łąkowa i Stefana Żeromskiego za obwodnicą

  - osiedle Przedmieście Warszawskie
    - ulice: Jacka Bąkowskiego, Władysława Broniewskiego (część), Ceramiczna, Czesława Freudenreicha, Garncarska, Niezłomnych (część), Ignacego Paderewskiego (część), Powstańców Śląskich, Powstańców Wielkopolskich, Bolesława Prusa, Henryka Sienkiewicza (część), Sportowa, Toruńska (część), Wiejska (część), Włocławska (część), Piotra Wojciechowskiego (część), Aleksandra Zawadzkiego, Zegarowa, Zduny, Zielona
- gmina Koło
  - Dzierawy
- gmina Kościelec
  - Gozdów – obszar od granic Koła do obwodnicy
    - ulice: Akacjowa, Brzozowa, Bukowa, Dębowa, Grabowa, Jarzębinowa, Jaśminowa, Jesionowa, Kalinowa, Kasztanowa, Kazimierza Wielkiego, Klonowa, Księcia Józefa, Leszczynowa, Lipowa, Modrzewiowa, Olchowa, Świerkowa

  - Straszków – obszar od granic Koła do obwodnicy

Placówki edukacyjne znajdujące się w granicach administracyjnych parafii:
- Koło
  - Zespół Szkół Ekonomiczno-Administracyjnych im. Stanisława i Władysława Grabskich
  - Szkoła Podstawowa nr 2 im. Adama Mickiewicza

Odpusty parafialne:
- 6 sierpnia – Przemienienie Pańskie (kaplica cmentarna)
- 14 września – Podwyższenie Krzyża Świętego (kościół parafialny)
- 7 października – Najświętszej Maryi Panny Różańcowej (kościół parafialny)

## Proboszczowie fary kolskiej
Lista znanych z kroniki parafialnej proboszczów parafii Podwyższenia Krzyża Świętego w Kole:
- ks. Mikołaj Godziemba 1460
- ks. Jan Kolęda[7] 1521
- ks. kanonik Wojciech Bieganowski 1623
- ks. kanonik Jakub Modzelewski 1623–1641
- ks. kanonik Wojciech Trzebuchowski 1692–1696
- ks. kanonik Kazimierz Gurowski 1696–1697
- ks. kanonik Kazimierz Pawiński 1697
- ks. Stefan Sumiński 1759–1761
- ks. Jan Gabriel Paciorkowski 1789–1791
- ks. Franciszek Ksawery Dmochowski PR 1791–1793[8]
- ks. Ignacy Nepomucen Bardziński 1796[9]
- ks. kanonik Kazimierz Łubieński 1796–1808[10]
- ks. kanonik Marcin Szremowicz 1808–1833
- ks. kanonik Tomasz Tobolczyk 1833–1857
- ks. kanonik Bonawentura Pawliński 1858–1861
- ks. kanonik Paweł Pierczyński 1861–1868
- ks. kanonik Ignacy Andrzej Górski 1868–1887
- ks. kanonik Edward Narkiewicz 1887–1911
- ks. kanonik Wojciech Gniazdowski 1911–1929
- ks. kanonik Józef Mężnicki 1929–1940
- ks. Jan Czapla 1940–1941[11]
- ks. kanonik Bogumił Kasprzak 1945–1948
- ks. kanonik Stanisław Śmietanko 1948–1952
- ks. prałat Aleksander Siennicki 1952–1955
- ks. kanonik Julian Olejnik 1955–1965
- ks. prałat Stanisław Piotrowski 1965–1971
- ks. prałat Serafin Opałko 1971–1986
- ks. kanonik Józef Nocny 1986–1989
- ks. prałat Kazimierz Chłopecki 1990–2001
- ks. kanonik Józef Wronkiewicz 2001–2020[12]
- ks. kanonik Eugeniusz Strzech 2020 – nadal